# أرنولد بيردن
أرنولد بيردن هو عسكري وطبيب كندي، ولد في 22 أبريل 1922، وتوفي في 17 مارس 2018.